# Bruille-lez-Marchiennes
Pour les articles homonymes, voir Bruille et Marchienne.
Bruille-lez-Marchiennes est une commune française située dans le département du Nord, en région Hauts-de-France.
Elle est située dans le bassin minier du Nord-Pas-de-Calais.

## Géographie

### Localisation

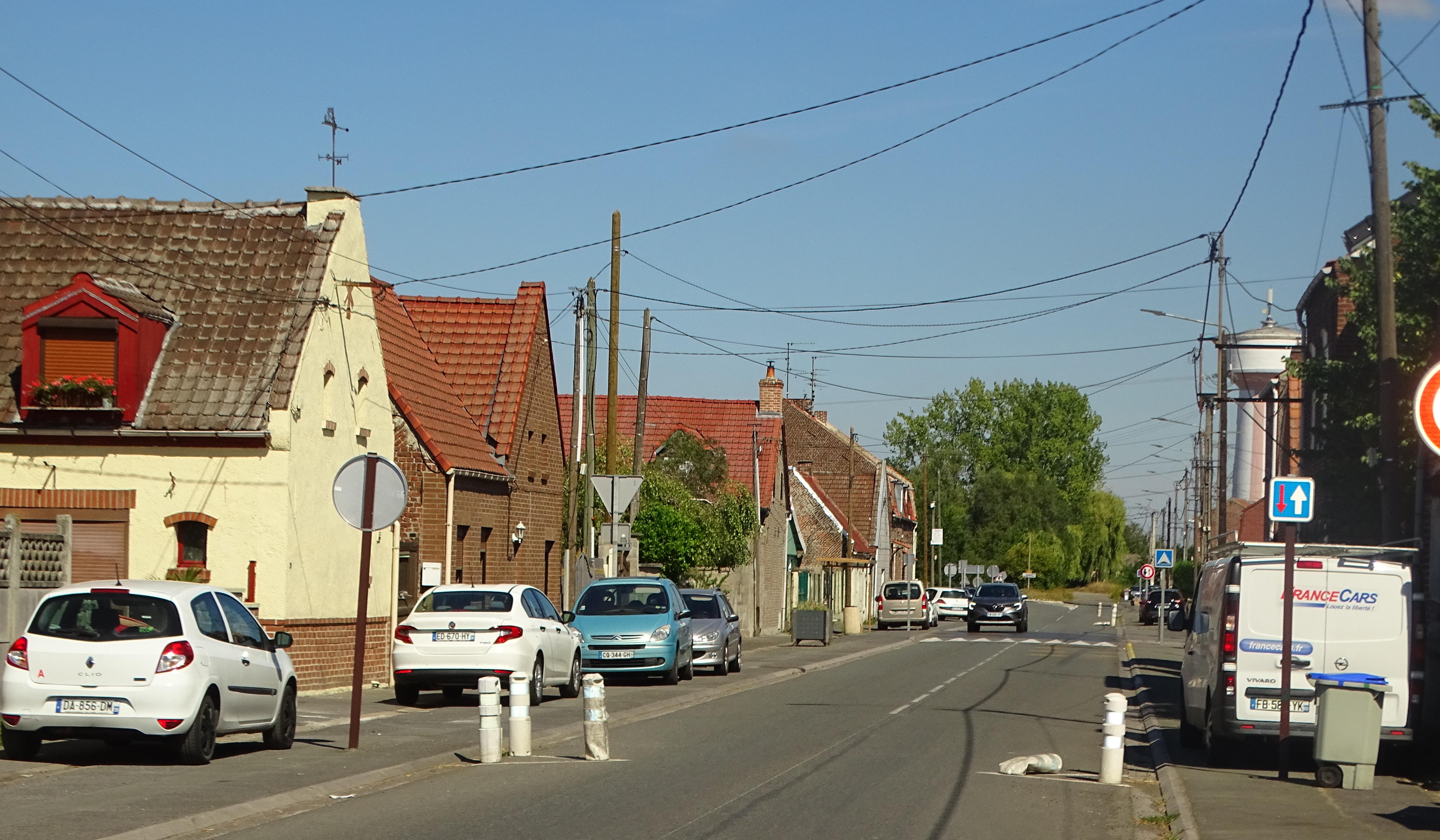
La rue Suzanne-Lanoy.

Bruille-lez-Marchiennes est un bourg de l'Ostrevent et du Bassin minier du Nord-Pas-de-Calais jouxtant par l'ouest Somain et situé à vol d'oiseau à 12 km à l'est de Douai, 33 km au sud de Lille ou de la frontière franco-belge et à 29 km de Tournai, à 20 km à l'ouest de Valenciennes et à 21 km au nord de Cambrai.
La commune est située dans l'aire d'attraction de Lille, dans l'unité urbaine de Valenciennes, dans la zone d'emploi de Douai et dans le bassin de vie de Somain.

### Communes limitrophes
Les communes limitrophes sont Rieulay, Somain, Aniche, Auberchicourt, Écaillon et Pecquencourt.
| Pecquencourt  | Rieulay                 |        |
| Écaillon      | Bruille-lez-Marchiennes | Somain |
| Auberchicourt |                         | Aniche |

### Géologie et relief
La superficie de la commune est de 4,33 km2 ; son altitude varie de 20  à   34 mètres.

### Hydrographie

#### Réseau hydrographique

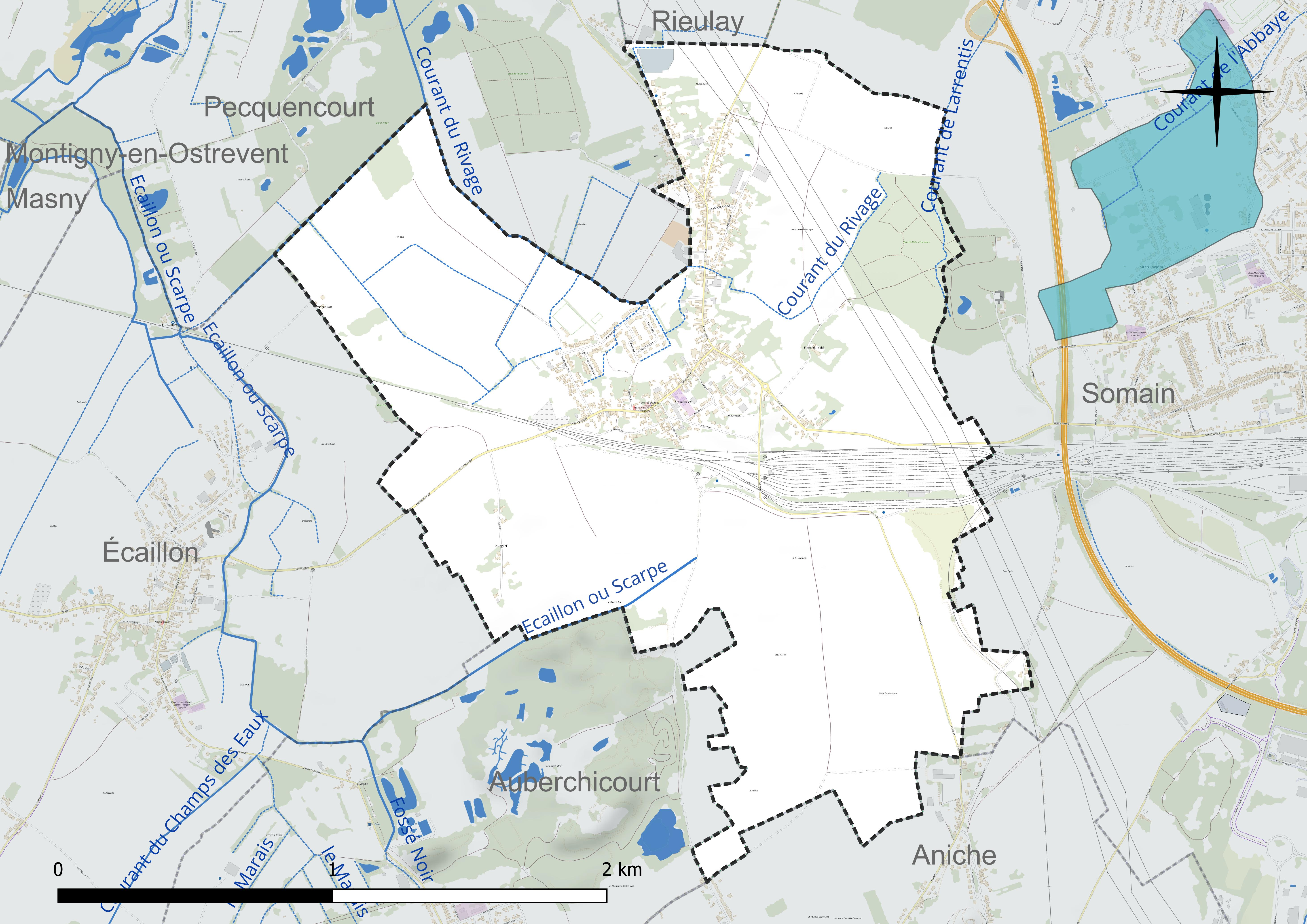
Réseau hydrographique de Bruille-lez-Marchiennes.

La commune est située dans le bassin Artois-Picardie.
Elle est drainée par l'Ecaillon ou Scarpe, le Courant de Larrentis, le Courant du Rivage et divers autres petits cours d'eau,.

#### Gestion et qualité des eaux
Le territoire communal est couvert par le schéma d'aménagement et de gestion des eaux (SAGE) « Scarpe aval ». Ce document de planification concerne un territoire de 624 km2 de superficie, délimité par le bassin versant de la Scarpe aval, comprenant la Pévèle, la plaine de la Scarpe et le bassin minier avec l'Ostrevent. Le périmètre a été arrêté le 18 mars 1997 et le SAGE proprement dit a été approuvé le 12 mars 2009, puis révisé le 5 juillet 2021. La structure porteuse de l'élaboration et de la mise en œuvre est le parc naturel régional Scarpe-Escaut.
La qualité des cours d'eau peut être consultée sur un site dédié géré par les agences de l'eau et l'Agence française pour la biodiversité.

### Climat
Pour des articles plus généraux, voir Climat des Hauts-de-France et Climat du Nord.
En 2010, le climat de la commune est de type climat océanique dégradé des plaines du Centre et du Nord, selon une étude du CNRS s'appuyant sur une série de données couvrant la période 1971-2000. En 2020, Météo-France publie une typologie des climats de la France métropolitaine dans laquelle la commune est exposée à un climat océanique et est dans la région climatique Nord-est du bassin Parisien, caractérisée par un ensoleillement médiocre, une pluviométrie moyenne régulièrement répartie au cours de l'année et un hiver froid (3 °C).
Pour la période 1971-2000, la température annuelle moyenne est de 10,6 °C, avec une amplitude thermique annuelle de 14,6 °C. Le cumul annuel moyen de précipitations est de 682 mm, avec 11,7 jours de précipitations en janvier et 9,1 jours en juillet. Pour la période 1991-2020, la température moyenne annuelle observée sur la station météorologique la plus proche, située sur la commune de Douai à 12 km à vol d'oiseau, est de 11,0 °C et le cumul annuel moyen de précipitations est de 729,2 mm,. Pour l'avenir, les paramètres climatiques de la commune estimés pour 2050 selon différents scénarios d'émission de gaz à effet de serre sont consultables sur un site dédié publié par Météo-France en novembre 2022.

## Urbanisme

### Typologie
Au 1er janvier 2024, Bruille-lez-Marchiennes est catégorisée bourg rural, selon la nouvelle grille communale de densité à sept niveaux définie par l'Insee en 2022.
Elle appartient à l'unité urbaine de Valenciennes (partie française), une agglomération internationale regroupant 56  communes, dont elle est une commune de la banlieue,,.
Par ailleurs la commune fait partie de l'aire d'attraction de Lille (partie française), dont elle est une commune de la couronne,. Cette aire, qui regroupe 201 communes, est catégorisée dans les aires de 700 000 habitants ou plus (hors Paris),.

### Occupation des sols

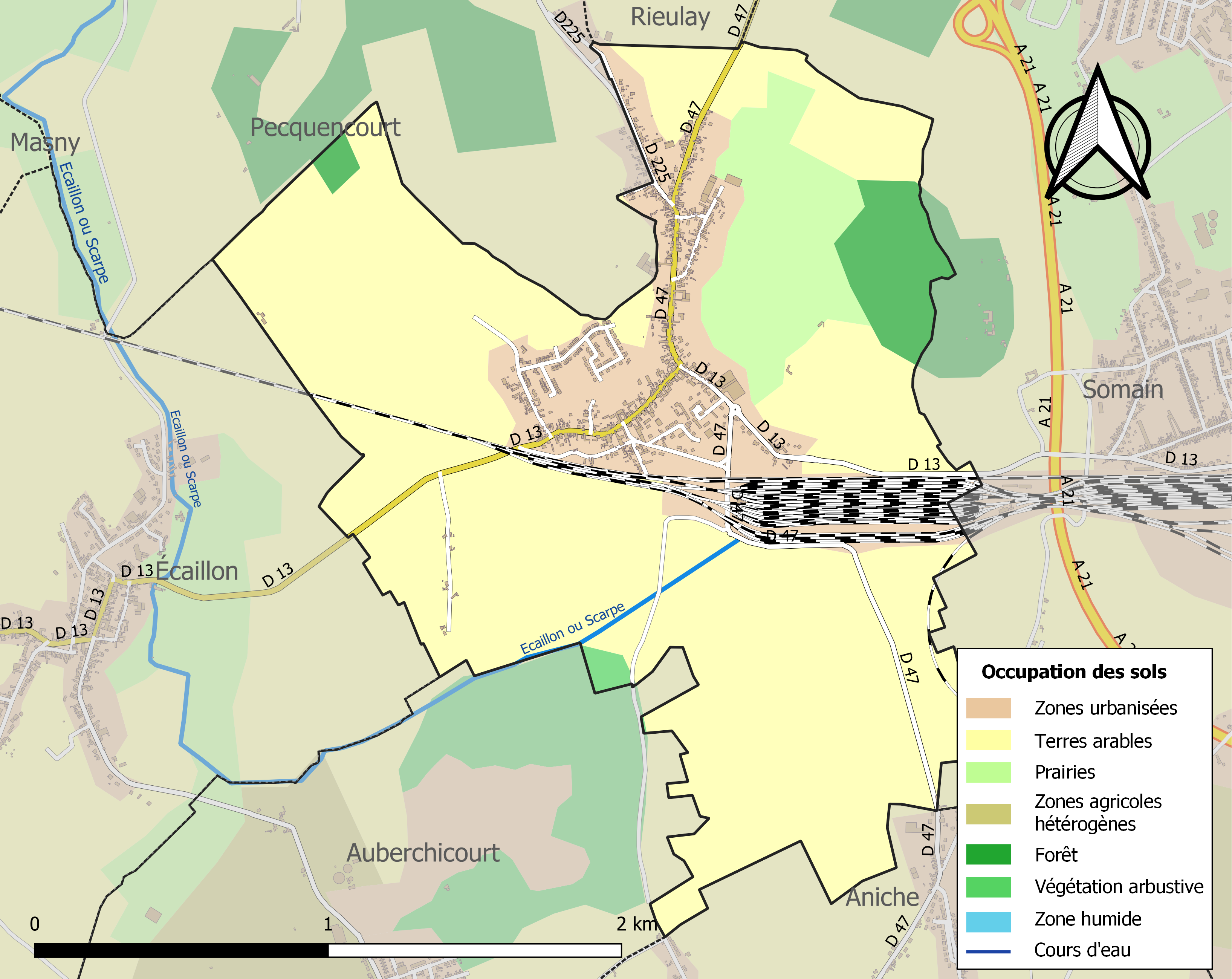
Carte des infrastructures et de l'occupation des sols de la commune en 2018 (CLC).

L'occupation des sols de la commune, telle qu'elle ressort de la base de données européenne d'occupation biophysique des sols Corine Land Cover (CLC), est marquée par l'importance des territoires agricoles (75,9 % en 2018), en diminution par rapport à 1990 (77,2 %).
La répartition détaillée en 2018 est la suivante : terres arables (67,7 %), zones urbanisées (14,2 %), prairies (8,2 %), zones industrielles ou commerciales et réseaux de communication (5,4 %), forêts (4 %), milieux à végétation arbustive et/ou herbacée (0,4 %).
L'évolution de l'occupation des sols de la commune et de ses infrastructures peut être observée sur les différentes représentations cartographiques du territoire : la carte de Cassini (XVIIIe siècle), la carte d'état-major (1820-1866) et les cartes ou photos aériennes de l'IGN pour la période actuelle (1950 à aujourd'hui).

### Habitat et logement
En 2021, le nombre total de logements dans la commune était de 546, alors qu'il était de 513 en 2016 et de 504 en 2011.
Parmi ces logements, 95,9 % étaient des résidences principales, 0,2 % des résidences secondaires et 3,9 % des logements vacants. Ces logements étaient pour 97,4 % d'entre eux des maisons individuelles et pour 2,6 % des appartements.
Le tableau ci-dessous présente la typologie des logements à Bruille-lez-Marchiennes en 2021 en comparaison avec celle du Nord et de la France entière. Une caractéristique marquante du parc de logements est ainsi la faible proportion des résidences secondaires et logements occasionnels (0,2 %) par rapport au département (1,8 %) et à la France entière (9,7 %).
| Typologie                                               | Bruille-lez-Marchiennes | Nord | France entière |
| ------------------------------------------------------- | ----------------------- | ---- | -------------- |
| Résidences principales (en %)                           | 95,9                    | 90,9 | 82,2           |
| Résidences secondaires et logements occasionnels (en %) | 0,2                     | 1,8  | 9,7            |
| Logements vacants (en %)                                | 3,9                     | 7,4  | 8,1            |

### Voies de communication et transports

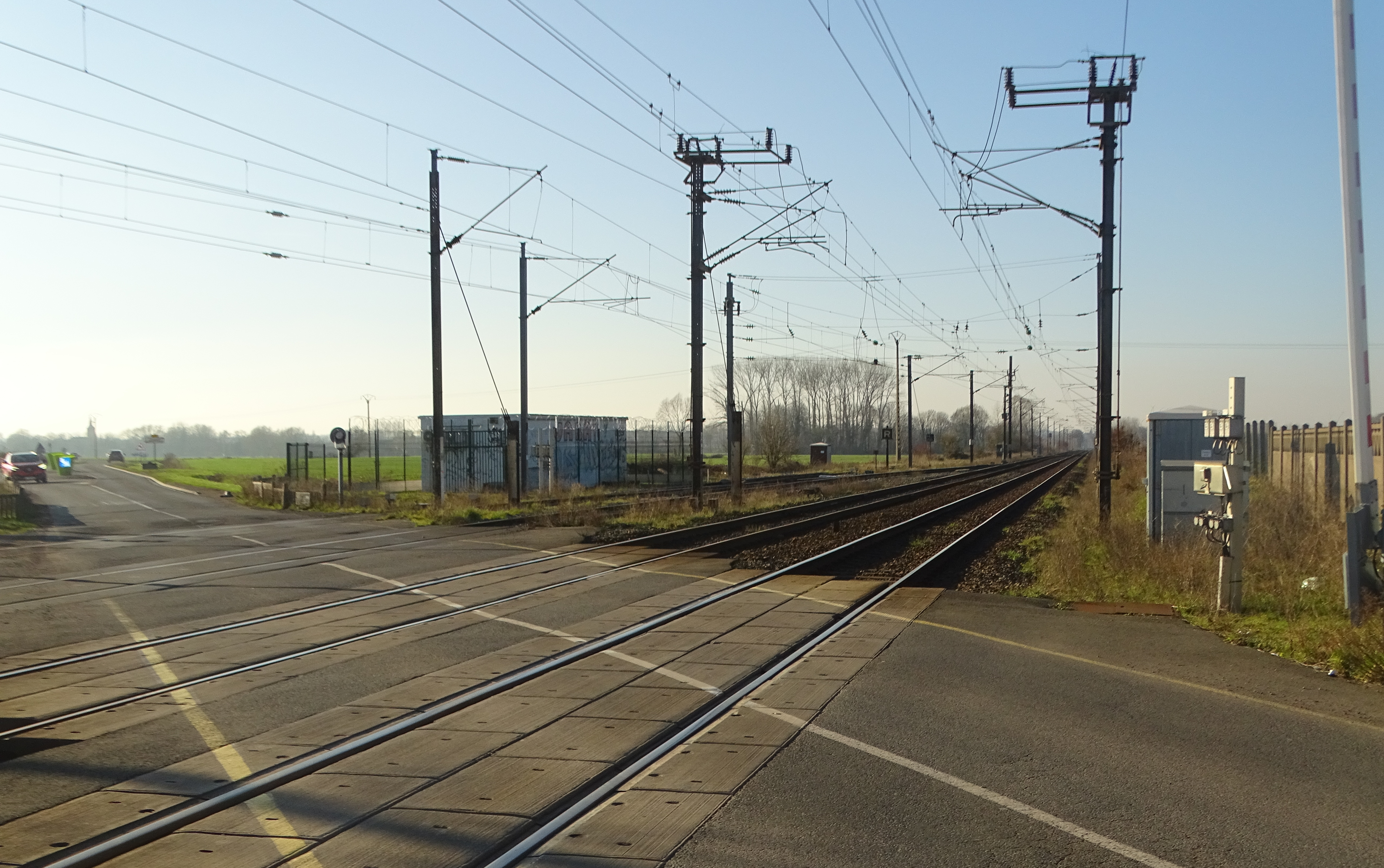
Le passage à niveau n°115.

Bruille-lez-Marchiennes est traversée par la ligne de Douai à Blanc-Misseron, mais la station de chemin de fer la plus proche est la gare de Somain, desservie par des trains TER Hauts-de-France, qui effectuent des missions entre les gares de Lille-Flandres et de Saint-Quentin, ou de Douai et de Valenciennes.
Une partie du triage de Somain se trouve d'ailleurs sur la commune.
La commune est desservie par les lignes 12, 19, 20 et 112 du réseau de transport Évéole.

## Histoire

### Moyen Âge
En 1419, le bourg a pour seigneur Jean de Robersart, également seigneur d'Escaillon (Écaillon).

### Époque contemporaine
La brasserie Leduc est fondée en 1912 par Georges Leduc, les installations sont détruites en 1991 et en 2021.

## Politique et administration

### Rattachements administratifs et électoraux

#### Rattachements administratifs
La commune se trouve dans l'arrondissement de Douai du département du Nord.
Elle faisait partie depuis 1793 du canton de Marchiennes. Dans le cadre du redécoupage cantonal de 2014 en France, cette circonscription administrative territoriale a disparu, et le canton n'est plus qu'une circonscription électorale.

#### Rattachements électoraux
Pour les élections départementales, la commune fait partie depuis 2014 du canton de Sin-le-Noble.
Pour l'élection des députés, elle fait partie de la seizième circonscription du Nord.

### Intercommunalité
Bruille-lez-Marchiennes était membre de la  communauté de Communes de l'Est du Douaisis (CCED), un établissement public de coopération intercommunale (EPCI) à fiscalité propre créé fin 2000 et auquel la commune a transféré un certain nombre de ses compétences, dans les conditions déterminées par le code général des collectivités territoriales.
En 2006, cette intercommunalité prend le nom de communauté de communes Cœur d'Ostrevent puis, en 2025, se transforme en communauté d'agglomération sous la dénomination de communauté d'agglomération Cœur d'Ostrevent. La commune en est donc membre.

### Tendances politiques et résultats
Au premier tour des élections municipales de 2014 dans le Nord, la liste PCF menée par le maire sortant Jean-Jacques Candelier est la seule candidate, et obtient donc la totalité des 474 suffrages exprimés. La liste est élue en totalité et 2 de ses membres sont également conseillers communautaires.
Lors de ce scrutin, 27,89 % des électeurs se sont abstenus et 27,52 % des votants ont choisis un bulletin blanc ou nul.
Lors du premier tour des  élections municipales de 2014 dans le Nord, la liste d'union de la gauche menée par le maire sortant Jean-Jacques Candelier obtient la majorité absolue des suffrages exprimés, avec 430 voix (13 conseillers municipaux élus dont 1 communautaire), devançant très largement la liste menée par Christophe Dejaigher , qui recueille 161 voix (2 conseillers municipaux élus).
Lors de ce scrutin marqué par la Pandémie de Covid-19 en France, 29,73 % des électeurs se sont abstenus,.

### Liste des maires

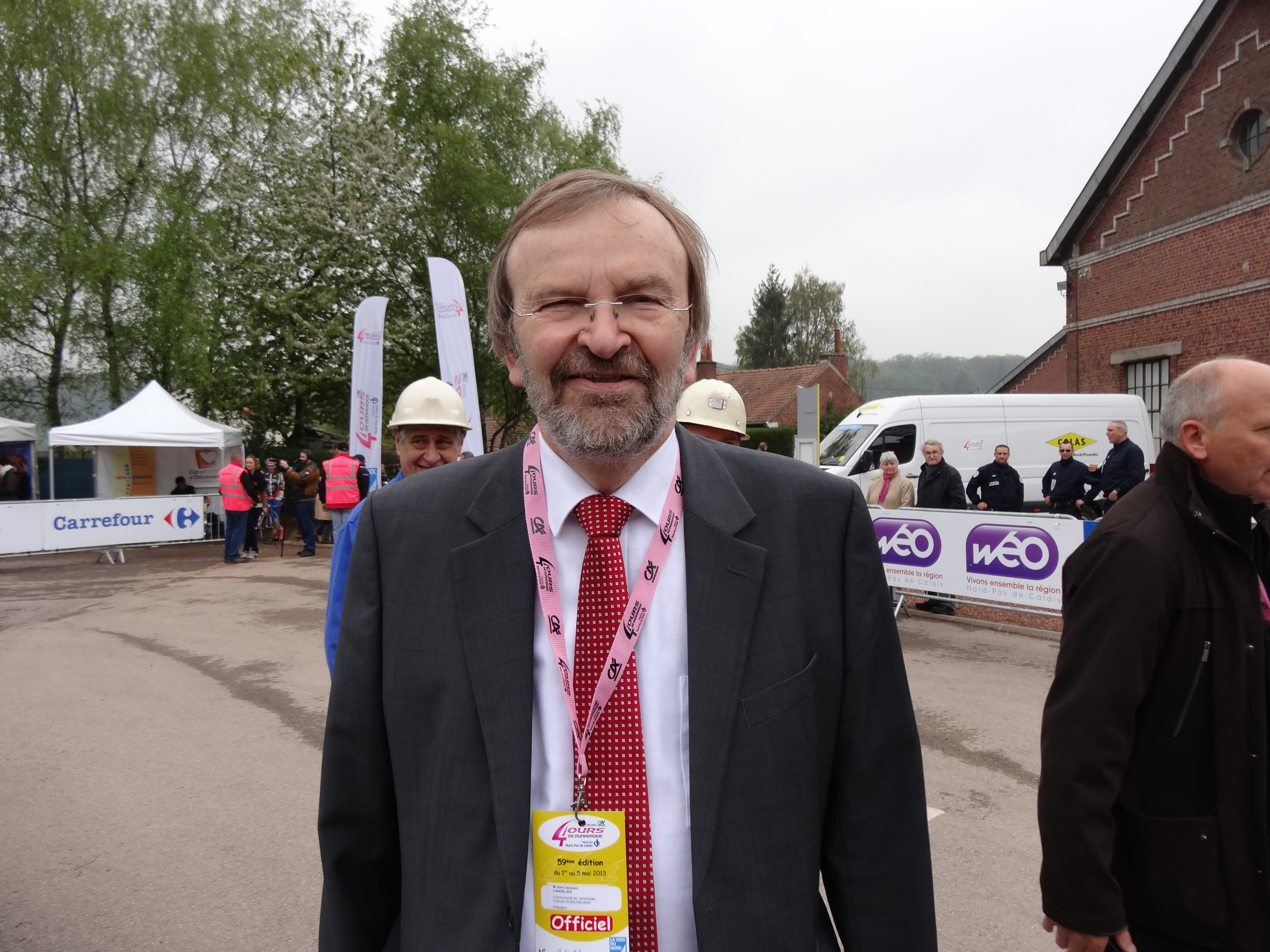
Jean-Jacques Candelier au Centre historique minier de Lewarde lors des Quatre jours de Dunkerque 2013.

| Période                                  | Période        | Identité               | Étiquette | Qualité |
| ---------------------------------------- | -------------- | ---------------------- | --------- | --- |
| Les données manquantes sont à compléter. |                |                        |           | |
| 1790                                     |                | M. Lesage              |           | |
| 1805                                     | mars 1813      | Louis Joseph Gosselin  |           | |
| mars 1813                                | mars 1820      | Augustin Joseph Puvion |           | Mort en fonction |
| 1820                                     | 1853           | Charles Lesage         |           | Mort en fonction |
| avril 1853                               | juin 1863      | Emmanuel Défontaine    |           | Mort en fonction |
| juillet 1863                             | mars 1864      | Jean-Baptiste Herbage  |           | Maire par intérim |
| mars 1864                                | septembre 1870 | Jules Lemaire          |           | |
| octobre 1870                             | avril 1871     | Casimir Lemaire        |           | |
| avril 1871                               | juillet 1873   | Jules Lemaire          |           | Mort en fonction |
| août 1873                                | novembre 1875  | André Pol              |           | |
| décembre 1875                            | septembre 1876 | Casimir Lemaire        |           | |
| octobre 1876                             | avril 1887     | Nicolas Brabant        |           | |
| avril 1887                               | août 1895      | Charles Hayez          |           | |
| août 1895                                | juin 1904      | Alphonse Buisset       |           | |
| juin 1904                                | mai 1908       | Constant Bourez        |           | |
| mai 1908                                 | septembre 1910 |                        |           | |
| octobre 1910                             | mai 1912       | François Durut         |           | |
| mai 1912                                 |                | Emmanuel Correaux      |           | |
|                                          |                |                        |           | |
| 1945                                     | 1977           | Raymond Delporte       | PCF       | |
|                                          |                |                        |           | |
| mars 1977                                | En cours (au ) | Jean-Jacques Candelier | PCF       | Cadre A de la fonction publique territoriale Député du Nord (16e circ) (2007 → 2017), Conseiller général de Marchiennes (1985 → 2008) Président de la CC Cœur d'Ostrevent (1983 → 2014) Réélu pour le mandat 2020-2026 : , |

## Équipements et services publics

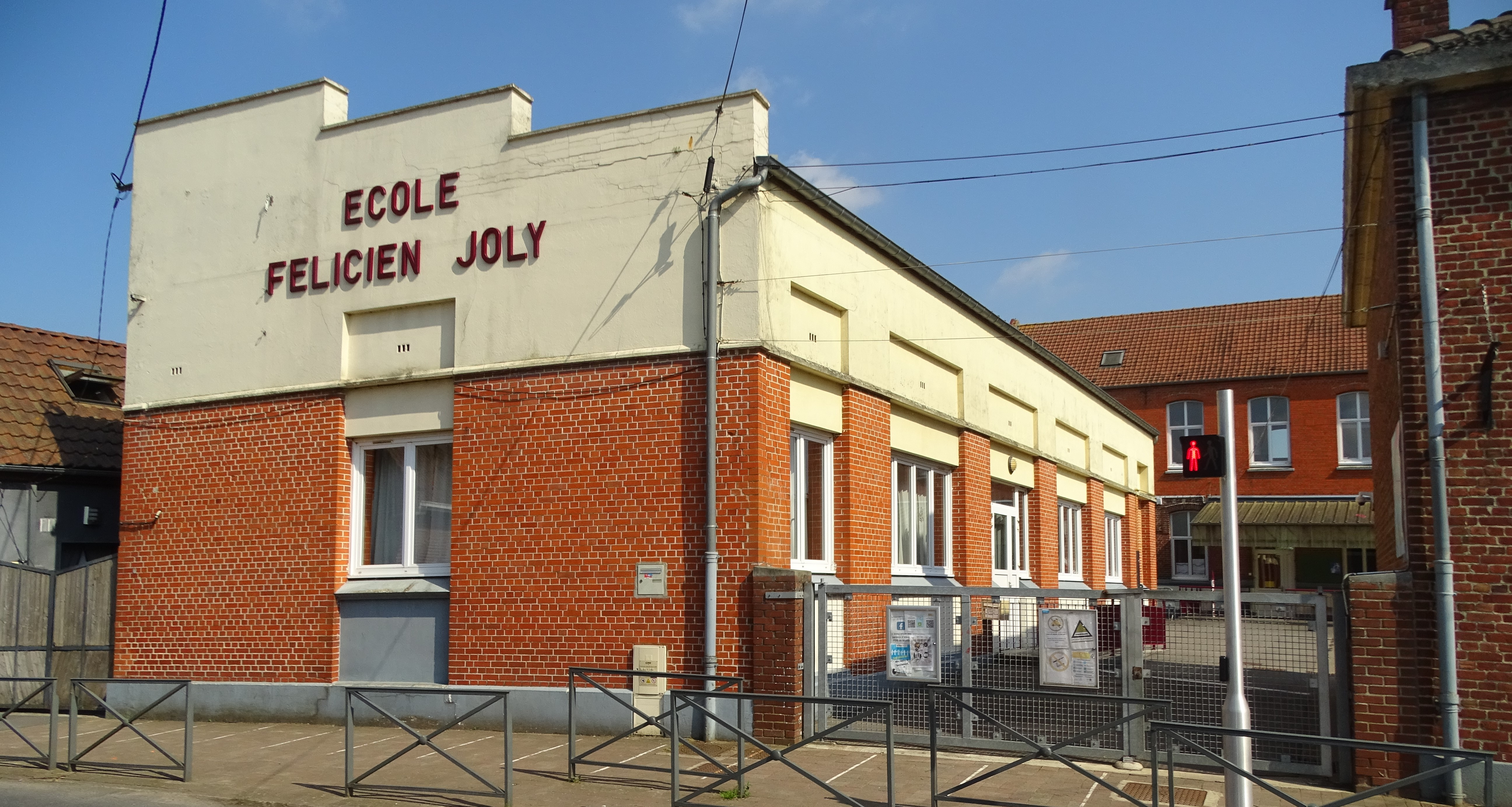
L'école Félicien-Joly.
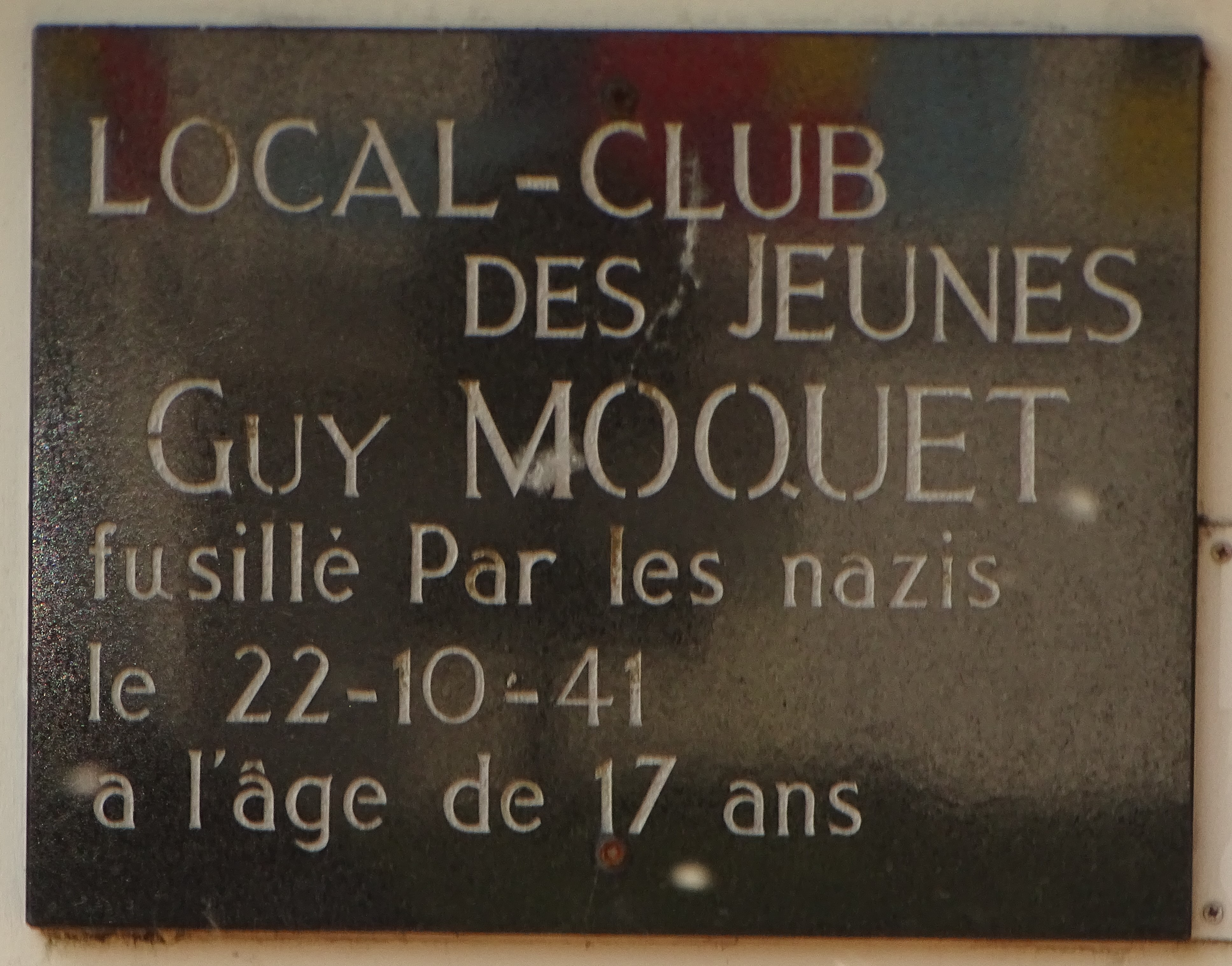
Le local des jeunes Guy-Moquet.
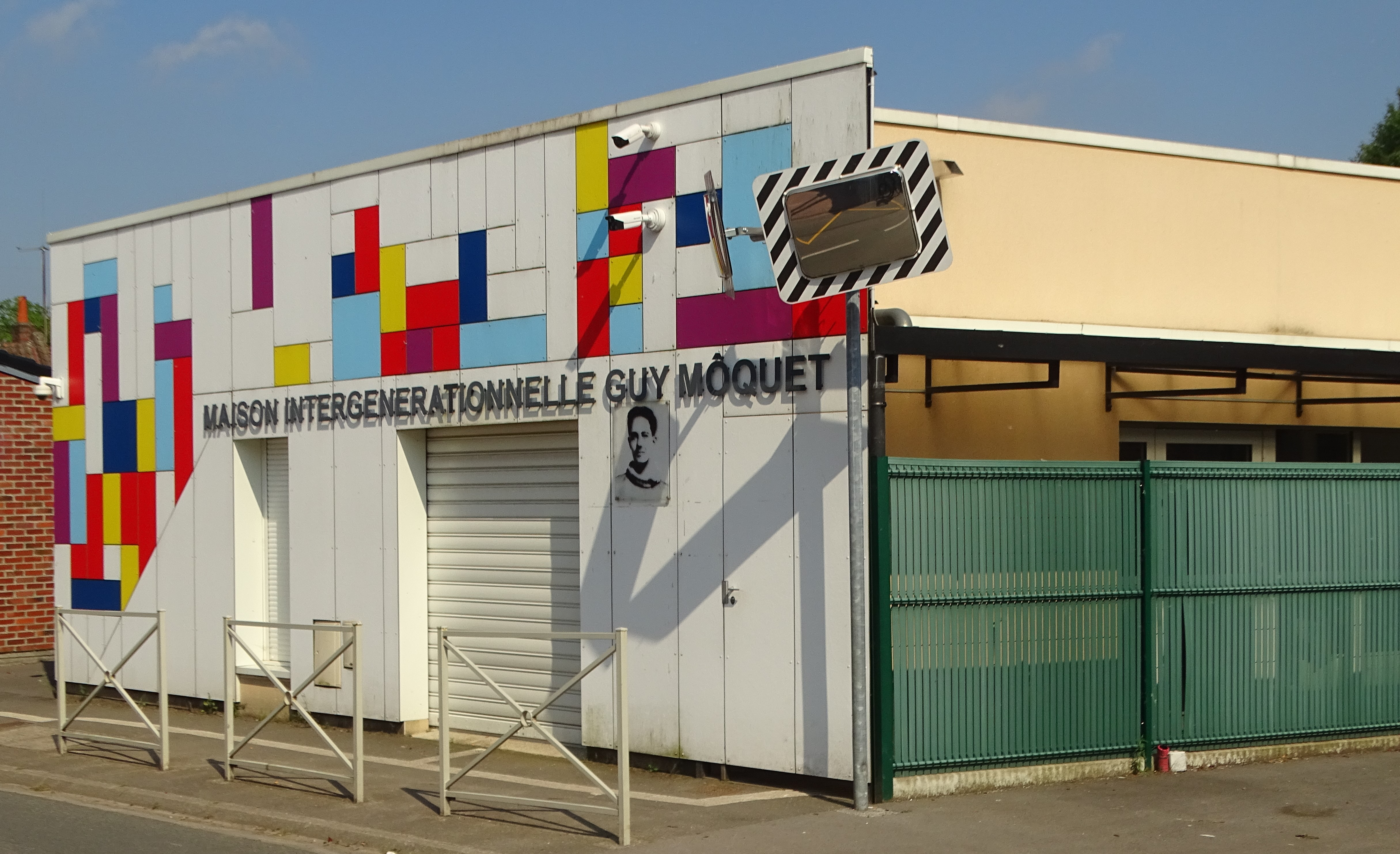
La maison intergénérationnelle Guy-Moquet

## Population et société

### Démographie
Les habitants sont les Bruillois et les Bruilloises.

#### Évolution démographique
L'évolution du nombre d'habitants est connue à travers les recensements de la population effectués dans la commune depuis 1793. Pour les communes de moins de 10 000 habitants, une enquête de recensement portant sur toute la population est réalisée tous les cinq ans, les populations de référence des années intermédiaires étant quant à elles estimées par interpolation ou extrapolation. Pour la commune, le premier recensement exhaustif entrant dans le cadre du nouveau dispositif a été réalisé en 2008.

En 2022, la commune comptait 1 345 habitants, en évolution de +1,51 % par rapport à 2016 (Nord : +0,51 %, France hors Mayotte : +2,11 %).
| 1793 | 1800 | 1806 | 1821 | 1831 | 1836 | 1841 | 1846 | 1851 |
| ---- | ---- | ---- | ---- | ---- | ---- | ---- | ---- | ---- |
| 510  | 503  | 531  | 606  | 665  | 679  | 683  | 720  | 762  |

| 1856 | 1861 | 1866 | 1872 | 1876  | 1881  | 1886  | 1891  | 1896  |
| ---- | ---- | ---- | ---- | ----- | ----- | ----- | ----- | ----- |
| 815  | 851  | 905  | 973  | 1 058 | 1 051 | 1 070 | 1 120 | 1 144 |

| 1901  | 1906  | 1911  | 1921  | 1926  | 1931  | 1936  | 1946  | 1954  |
| ----- | ----- | ----- | ----- | ----- | ----- | ----- | ----- | ----- |
| 1 194 | 1 356 | 1 256 | 1 152 | 1 197 | 1 217 | 1 243 | 1 193 | 1 129 |

| 1962  | 1968  | 1975  | 1982  | 1990  | 1999  | 2006  | 2008  | 2013  |
| ----- | ----- | ----- | ----- | ----- | ----- | ----- | ----- | ----- |
| 1 067 | 1 092 | 1 034 | 1 041 | 1 129 | 1 213 | 1 302 | 1 330 | 1 322 |

| 2018  | 2022  | - | - | - | - | - | - | - |
| ----- | ----- | - | - | - | - | - | - | - |
| 1 365 | 1 345 | - | - | - | - | - | - | - |

#### Pyramide des âges
La population de la commune est relativement jeune.
En 2018, le taux de personnes d'un âge inférieur à 30 ans s'élève à 39,4 %, soit en dessous de la moyenne départementale (39,5 %). À l'inverse, le taux de personnes d'âge supérieur à 60 ans est de 21,3 % la même année, alors qu'il est de 22,5 % au niveau départemental.
En 2018, la commune comptait 673 hommes pour 692 femmes, soit un taux de 50,7 % de femmes, légèrement inférieur au taux départemental (51,77 %).
Les pyramides des âges de la commune et du département s'établissent comme suit.
| Hommes | Classe d’âge | Femmes |
| ------ | ------------ | ------ |
| 0,4    | 90 ou +      | 0,4    |
| 2,7    | 75-89 ans    | 5,6    |
| 16,9   | 60-74 ans    | 16,5   |
| 18,3   | 45-59 ans    | 17,6   |
| 21,7   | 30-44 ans    | 21,0   |
| 17,1   | 15-29 ans    | 18,5   |
| 22,9   | 0-14 ans     | 20,4   |

| Hommes | Classe d’âge | Femmes |
| ------ | ------------ | ------ |
| 0,5    | 90 ou +      | 1,4    |
| 5,3    | 75-89 ans    | 8,1    |
| 14,8   | 60-74 ans    | 16,2   |
| 19,1   | 45-59 ans    | 18,4   |
| 19,5   | 30-44 ans    | 18,7   |
| 20,7   | 15-29 ans    | 19,1   |
| 20,2   | 0-14 ans     | 18     |

### Sports et loisirs
La ville accueille un club de tennis de table professionnel, le CTT Bruille qui évolue en championnat de France de Pro B pour la saison 2022-2023.

## Économie
En 2017, la commune est très peu endettée et les impôts locaux n'y ont pas été augmentés depuis vingt ans.

## Culture locale et patrimoine

### Lieux et monuments
- L'église Saint-Samson.
- La motte féodale du XIIe siècle, situé chemin des Masures. À l'époque le monticule était entouré d'enceintes en bois, dans le bas une première enceinte renforcé de fossés constituait la basse cour ; puis une autre enceinte formait la haute cour ; au centre, une tour de guet, également en bois[34].
- L'oratoire Saint-Roch, chemin Léo-Ferré, restauré en 2022[35].
- La ferme du Muid à l'époque mérovingienne ; elle était la propriété de l'Abbaye Saint-Calixte de Cysoing et relevait du Prieuré Beaurepaire de Somain.

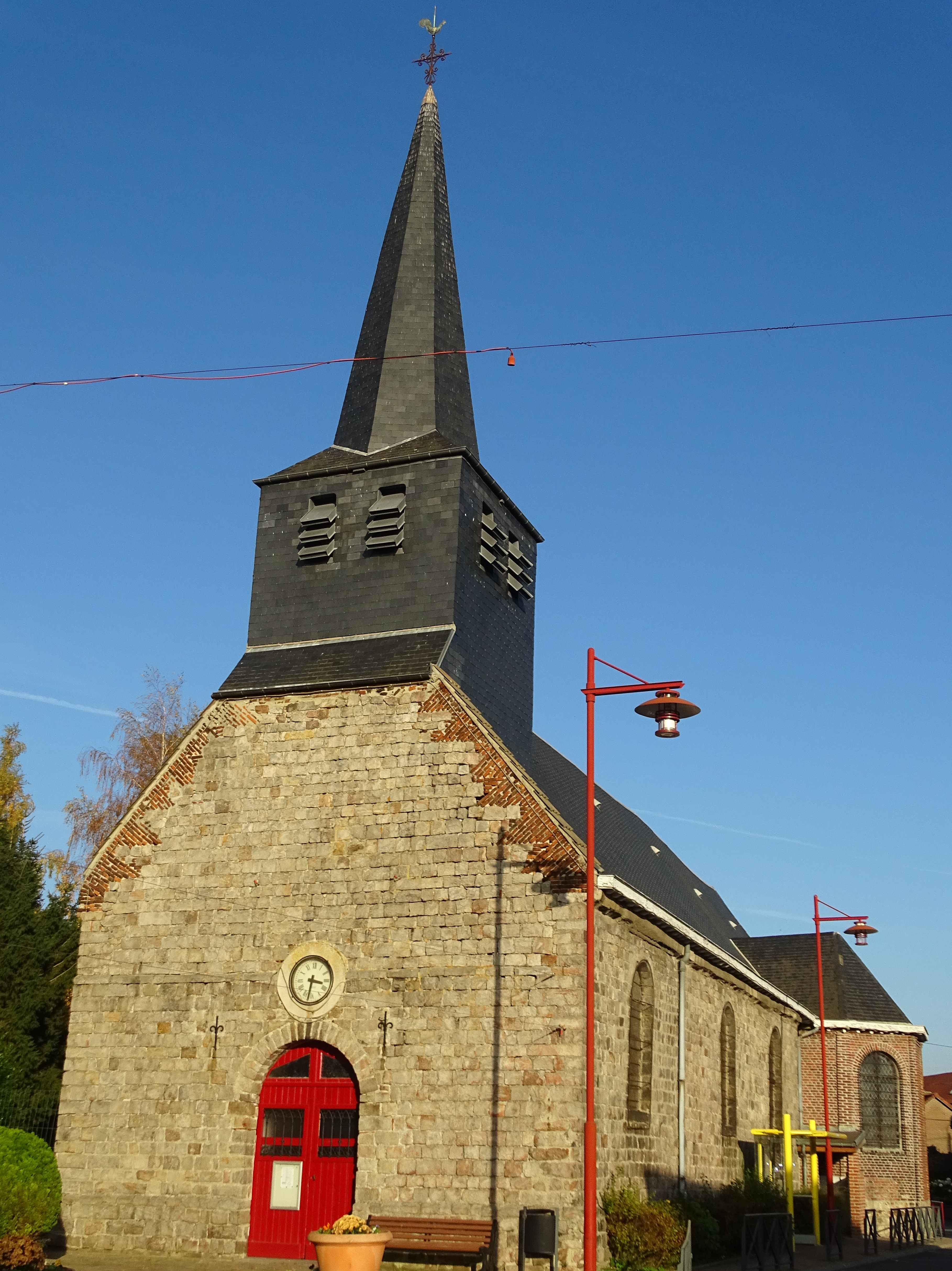
L'église Saint-Samson.
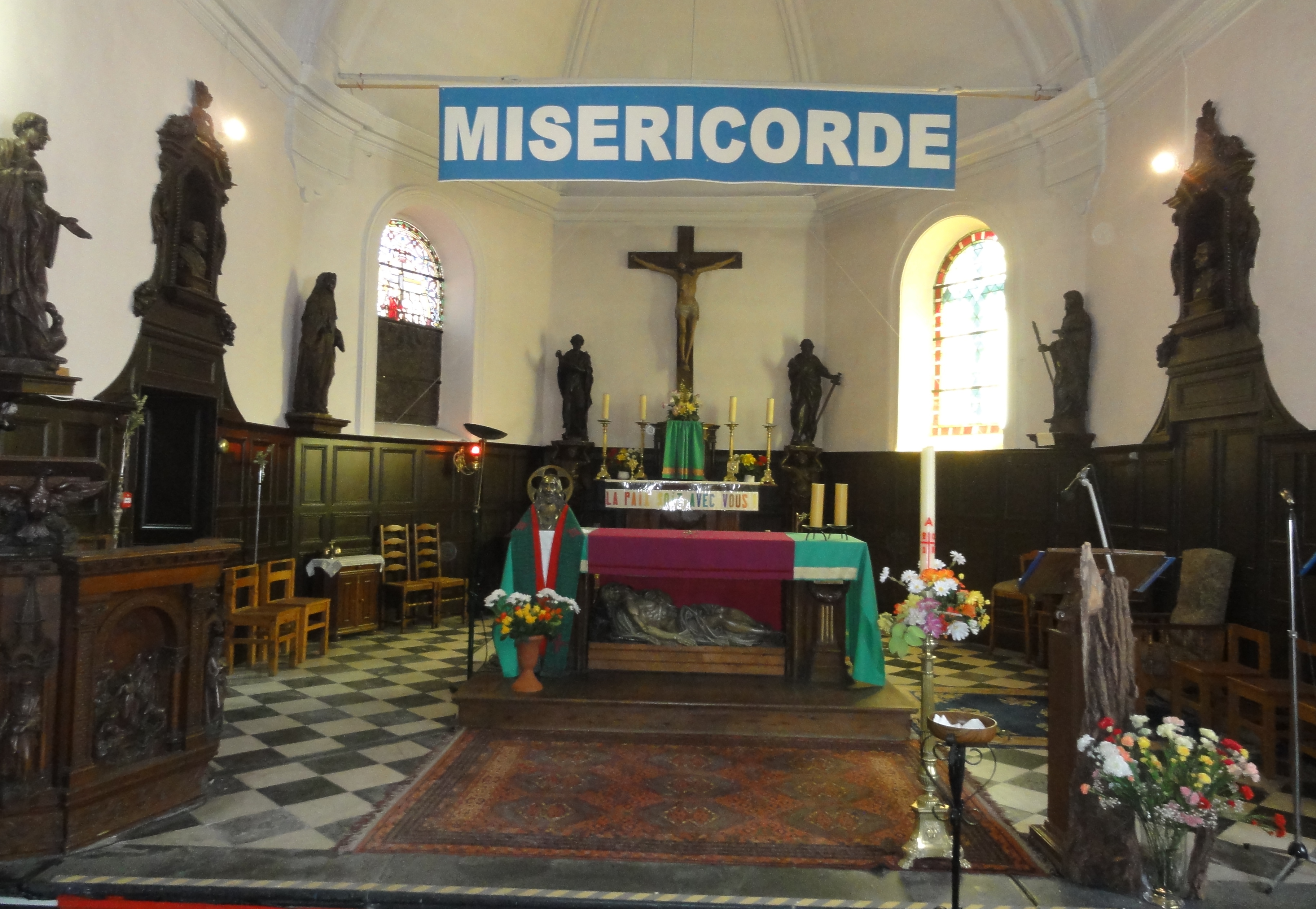
L'intérieur de l'église.
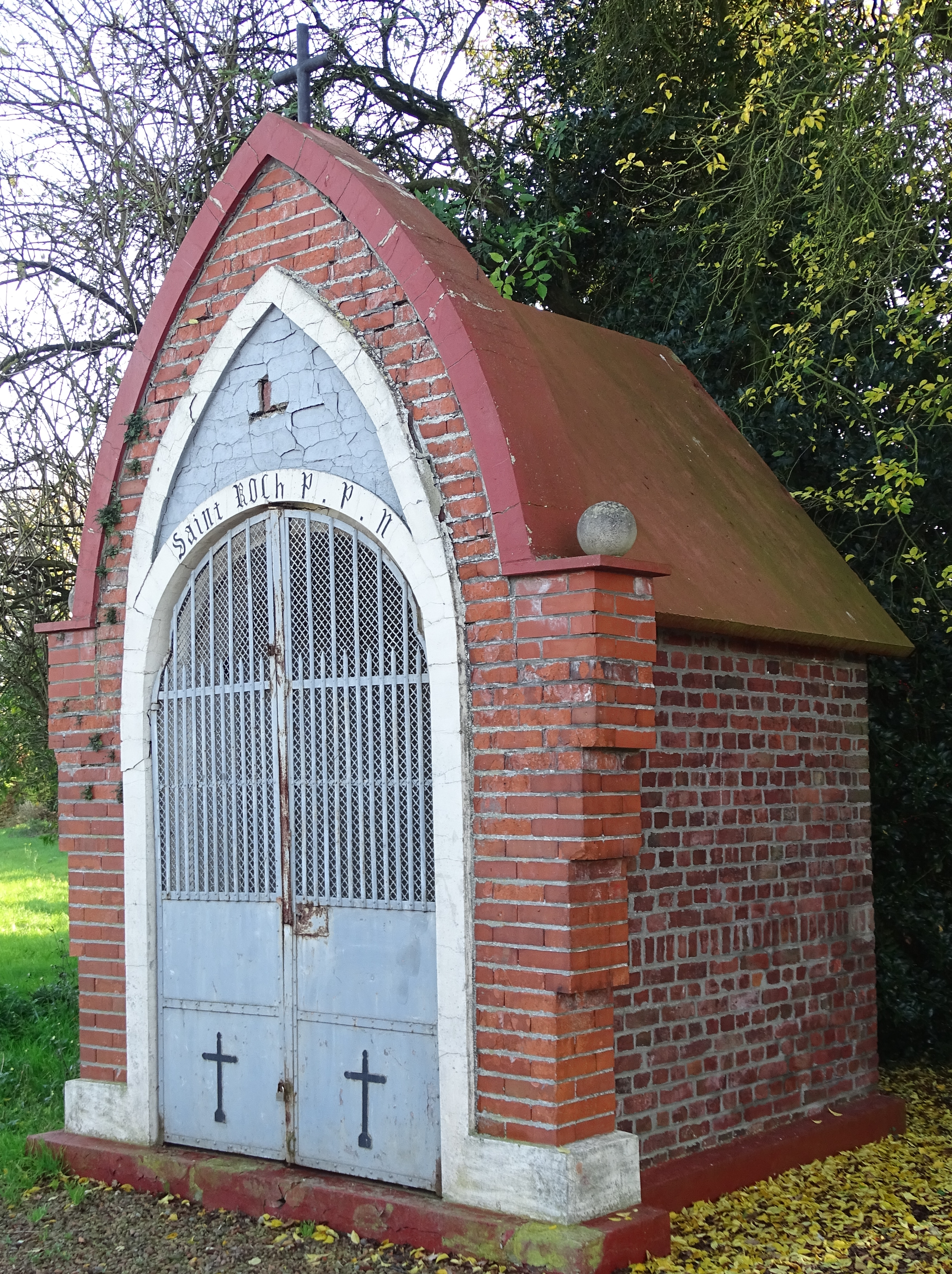
L'oratoire Saint-Roch avant sa restauration.
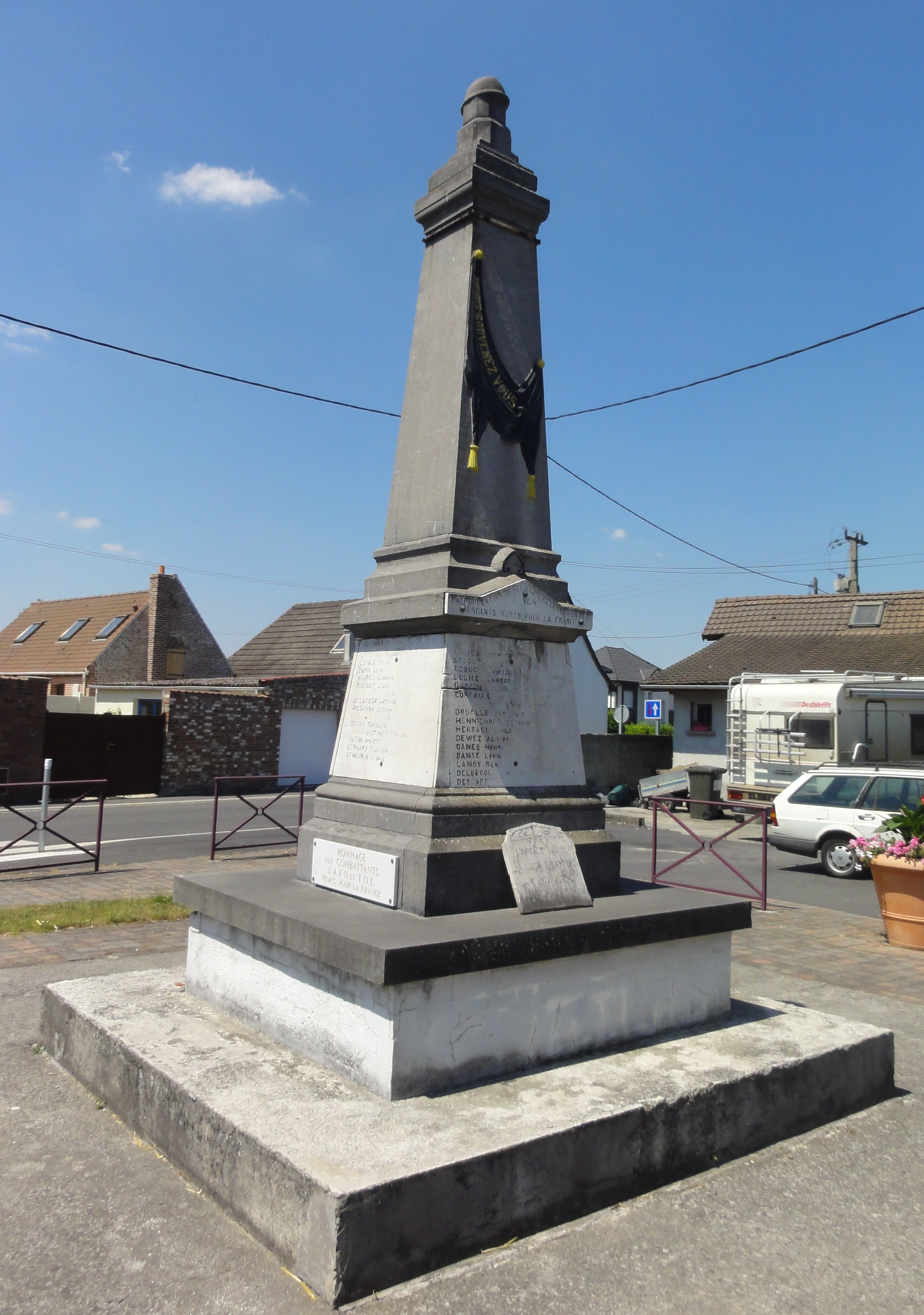
Le monument aux morts de la Première Guerre mondiale.
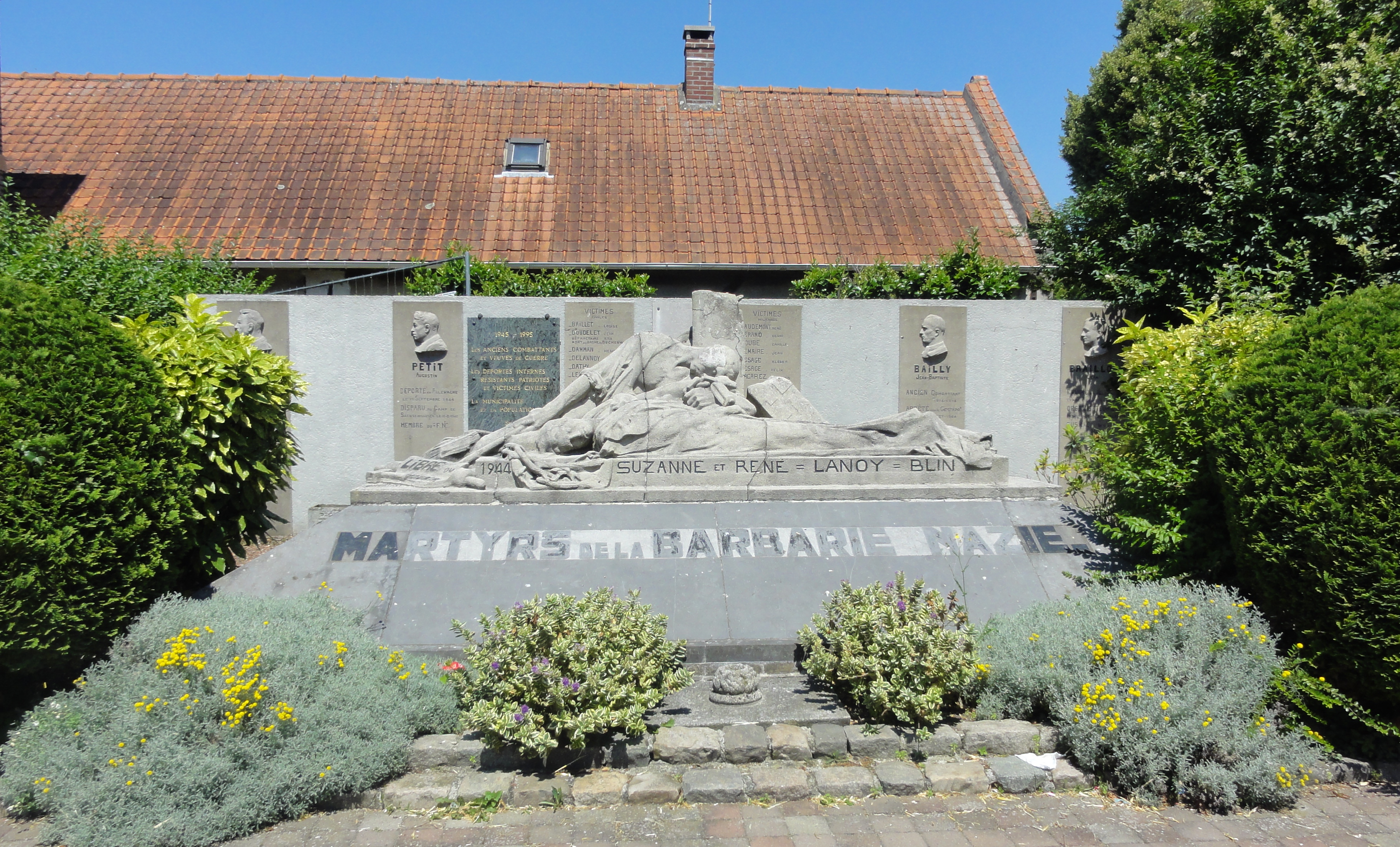
Le monument aux morts de la Seconde Guerre mondiale. Œuvre du sculpteur Julien Rémy réalisée en 1946 représentant René Lanoy et Suzanne Lanoy.

### Personnalités liées à la commune
- Loys de Robersart (1390-1430) et Jean de Robersart (vers 1372-1450), sires d'Escaillon et de Bruille.
- René Lanoy (1910-1944), enseignant et résistant français, y est né.
- Jules Lehingue dit Georges Staquet (1932-2011), acteur français, y est né.

### Folklore

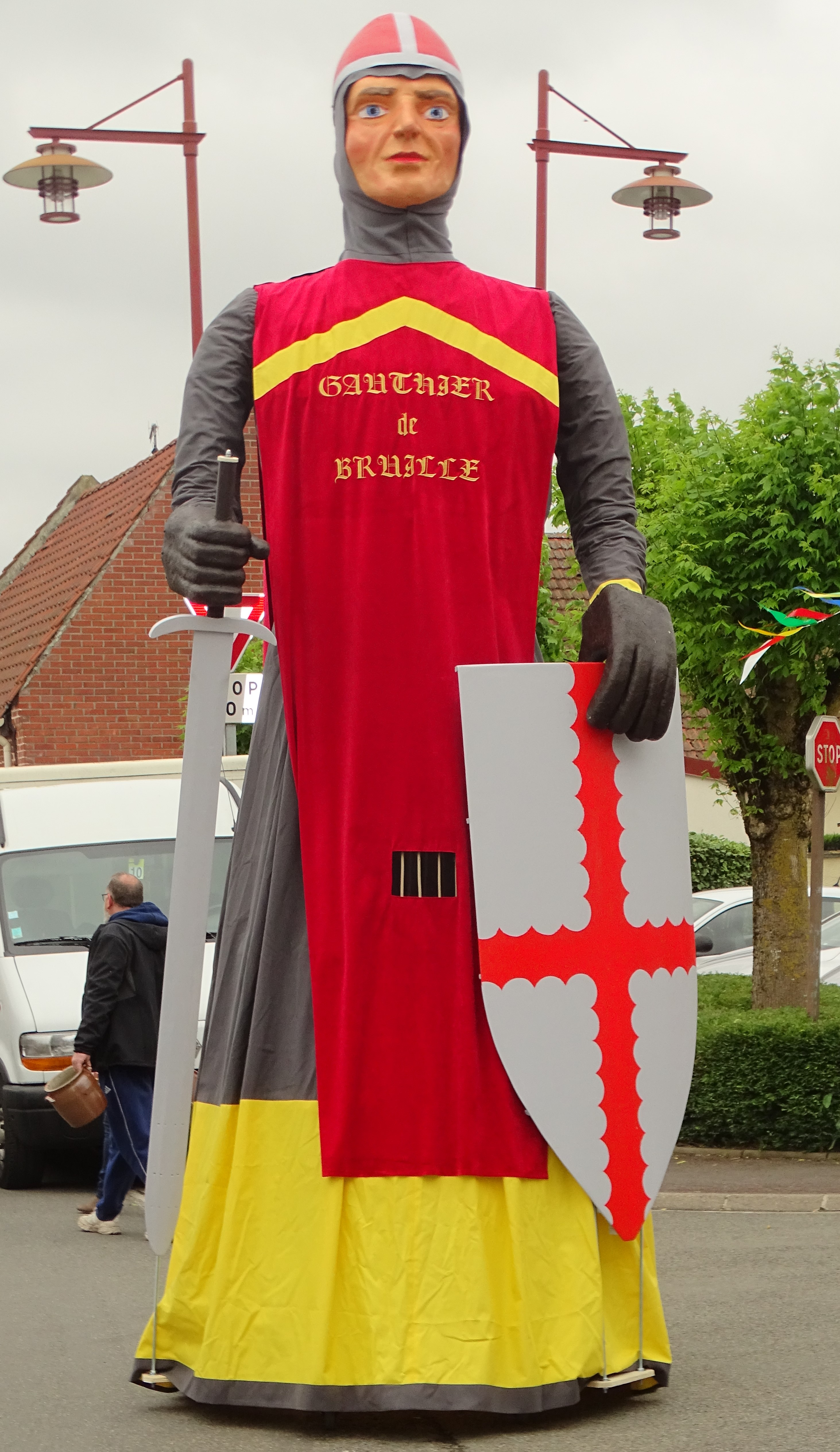
Gauthier de Bruille, reconstruit, lors de sa présentation le 2 juin 2024.

La commune a pour géant Gautier de Châtillon, également nommé Gauthier de Bruille. Le chevalier Gauthier de Châtillon est attesté en 1116, 1136 et 1162, et meurt en 1163.
Le géant est créé en 2001 par les élèves de SEGPA du collège Jean-Zay de Lomme sous la direction de leur professeur Jacques Boulanger. Il s'agit d'un géant tracté en bois, haut de quatre mètres et lourd de cent-cinquante kilos. Il sort notamment à l'occasion de la fête des Boudaines ed'coin. Il devient le parrain de Pelotin le Marchiennois en mai 2010. Détruit dans un incendie survenu le 2 juin 2023 à l'ancien foyer des jeunes Guy-Môquet, il est reconstruit en 2024 et présenté à la foire des Boudaines ed'coin un an exactement après sa destruction.

## Héraldique
| Blason de Bruille-lez-Marchiennes | Blason  | Les armes de Bruille-lez-Marchiennes se blasonnent ainsi :« D'or à la croix engrêlée de gueules »[réf. nécessaire] |
| Blason de Bruille-lez-Marchiennes | Détails | Le statut officiel du blason reste à déterminer.                                                                   |

## Pour approfondir